# Database (rivista)
Database: The Journal of Biological Databases and Curation (abbreviazione ISO 4: Database) è una rivista scientifica in lingua inglese edita dalla Oxford University Press, che pubblica in modalità Internet e open access contenuti sottoposti a revisione paritaria e selezionati nell'ambito di database esterni e da biocuratori professionisti.
Database è nata nel 2009 ed è la rivista dell'International Society for Biocuration (IBS), organizzazione no-profit fondata l'anno precedente, di cui ha pubblicato gli atti congressuali delle International Biocuration Conferences annuali.
David Landsman è stato il primo caporedattore, mentre dal 2012 il testimone è passato a Stephan Haggard.
Gli abstract dei contenuti pubblicati nella rivista sono indicizzati da MEDLINE/PubMed, Asian Science Citation Index, e da Chemical Abstracts.
Il biocuratore, cui la rivista si rivolge in primo luogo, è la figura professionale che si occupa della qualità dei dati, interfacciandosi con il mondo scientifico e accademico: estrazione dalla letteratura scientifica, verifica e classificazione delle informazioni, compilazione dei metadati secondo protocolli standard e un lessico comune per agevolare al meglio le interrogazioni degli utenti e l'interoperabilità delle basi di dati, e il loro ulteriore contributo operativo.